# Mediastinită
Mediastinita este inflamația țesuturilor de la mijlocul pieptului, sau mediastinului . Aceasta poate fi sau acută sau cronică. 
Mediastinita acută este de obicei bacteriană și provocată de o ruptură de organe în mediastin. În timp ce infecția poate progresa rapid, aceasta este considerată o stare gravă. 